# Musrara

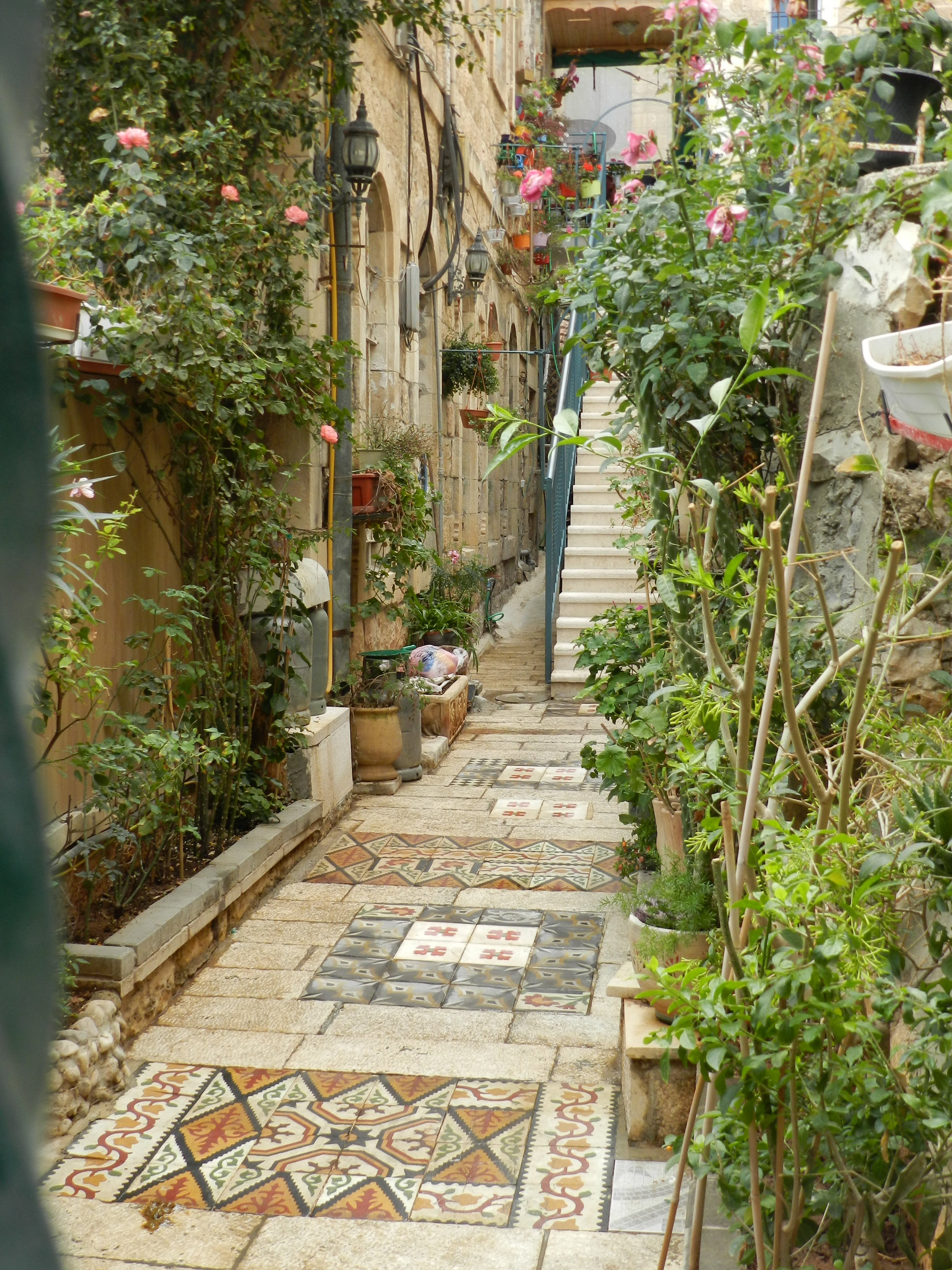
Intrarea într-o casă din cartierul Musrara, în Ierusalim

Musrara - (în arabă:مصرارة,în scriere ebraică:מוסררה  ,în trecut מוצרארה, denumirea ebraică oficială, dar mai puțin folosită, este Morashá  מורשה) este un mic cartier  din Ierusalim, în Israel, cu o suprafață triungulară, aflat la nord de Orașul Vechi, la circa 750 metri altitudine. El se învecinează la nord cu cartierul  evreiesc ultrareligios Mea Shearim , la vest cu centrul de afaceri al Ierusalimului, cu Migrash Harusim (Terenul Rușilor) și Piața Safra și Primăria Ierusalimului, la sud cu zidul Orașului Vechi și dincolo de el - Cartierul Creștin și Cartierul Musulman, iar la est cu cartierele Masudiye și apoi Bab al Zahra și Sheih Jarrakh și alte cartiere arabe ale așa numitului „Ierusalim de est”, care se află la est de fosta Linie Verde de-a lungul Bulevardului (Sderot) Heil Hahandasá (parte a Șoselei 60). În apropiere trece linia de tramvai silențios terminată în anul 2011.
Mai multe axe de transport trec la marginea cartierului: Dereh Hatzanhanim - la est și sud, strada Shivtey Israel la sud, Strada Haneviyim traversează centrul cartierului, iar strada Heil Hahandasá o mărginește la nord.  
Cartierul se întinde pe o suprafață de 16 hectare  și în jurul anului 2014 număra cartierul circa 4500 locuitori și 860 case.

## Numele
Numele cartierului înseamnă în limba arabă „prundiș”. Numele oficial ebraic „Morashá” introdus în anul 1958 înseamnă „patrimoniu”, „moștenire”.

## Istoria

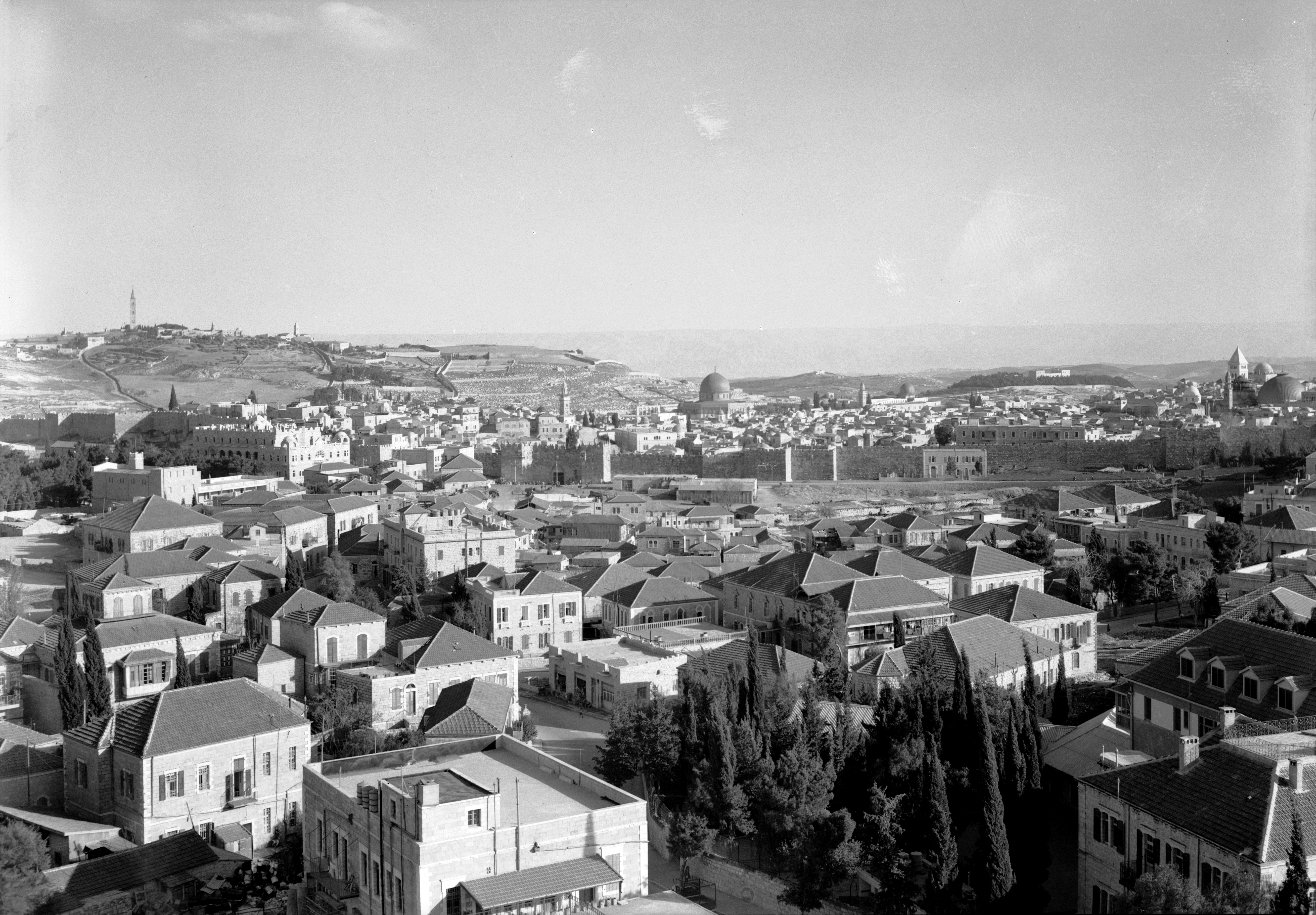
Cartierul Musrara văzut din turnul Spitalului Italian în direcția zidului de nord al Ierusalimului vechi, fotografie aprox.din 1934-39

### Sub otomani și britanici
În vremea romanilor aria se afla între zidurile Ierusalimului antic.
Musrara a fost întemeiată în anul 1889 de arabi creștini și musulmani înstăriți, între care membri ai familiei Husseini, ca parte a „ieșirii dintre ziduri”, când o parte din locuitorii Orașului Vechi al Ierusalimului au început să-și clădească case și să locuiască în afara zidurilor acestuia, care până în anul 1873 erau închise în timpul nopții pentru securitatea celor din cetate.
În prima jumătate a secolului al XX-lea sub stăpânirea otomană și apoi cea britanică Musrara a fost un cartier al păturii superioare arabe palestiniene, creștină și musulmană, care și-a construit aici numeroase vile. Cartierul a ajuns să fie situat în centrul orașului și avea, între altele, circa 130 de case cu unul sau două etaje.Între alții, au locuit aici moșierul și juristul Musa Al Alami, comerciantul de textile Tawfik Wafa Dajani, istoricul Aref Al Aref, medicul dr Tawfik Kanaan și alții. În cartier au locuit și câteva familii evreiești , între care Rahel și Tzvi Schwartz și fiicele lor, Ruth și Reuma, cunoscute mai târziu ca Ruth Dayan, prima soție a lui Moshe Dayan, și Reuma Weizmann, soția generalului Ezer Weizman.
Spre sfârșitul perioadei mandatului britanic, a crescut tensiunea interetnică în Ierusalim și în cartier și autoritățile britanice au plasat un gard de sârmă ghimpată în mijlocul străzii Baldwin (Baldovin de Flandra).

### Statul Israel
În cursul Războiului arabo-evreiesc din anii 1948-1949, cunoscut și ca Războiul de independență a Israelului, 
au izbucnit schimburi de focuri între arabii din Musrara și evreii aflați în Mea Shearim și alte cartiere vecine, apoi lupte aprige între tânăra armată israeliană și Legiunea Arabă Transiordaniană. După retragerea britanicilor din Palestina în mai 1948, israelienii au reușit să pună stăpânire pe cartier în așa numita „Operațiune Kilshon” („Furca”). O parte din clădirile cartierului au fost grav avariate în urma luptelor.   
În luna aprilie 1948 au părăsit Musrara majoritatea locuitorilor arabi, care au fugit, mai ales în Liban.În timpul războiului, la 30 noiembrie 1948, în timpul negocierilor care au avut loc într-o casă din Musrara, ofițerii Moshe Dayan din partea Israelului și Abdallah Al-Tal din partea  Transiordaniei au căzut de acord asupra liniei de armistițiu la Ierusalim. Ierusalimul a fost împărțit de  așa numita „linie verde” într-o parte de vest - israeliană, și o parte de est - transiordaniană, care a cuprins și Orașul Vechi. Soldați transiordanieni au fost plasați pe zidurile Orașului Vechi din apropiere. Locuitorii arabi din Musrara nu s-au mai putut întoarce la casele lor, deoarece cartierul Musrara a rămas în partea israeliană, iar starea de conflict în regiune a persistat apoi zeci de ani.  
În primele zile ale statului Israel modern, a existat o mare lipsă de locuințe pentru noii imigranți evrei care s-au întors în patria istorică. în aceste împrejurări. Ministerul Locuințelor al Israelului  a hotărât să aloce spații din fostele case arabe pentru cazarea a mii de imigranți evrei din Africa de nord. Deoarece cartierul se afla imediat lângă „zona nimănui” de lângă „linia verde”, cetățenii israelieni din zonă erau expuși zi de zi vreme de 20 ani focurilor de armă ale unor trăgători arabi din partea controlată de Iordania. Această realitate s-a schimbat odată cu Războiul de Șase Zile din iunie 1967, când Israelul a respins cu succes atacul Iordaniei și a reunit Ierusalimul.

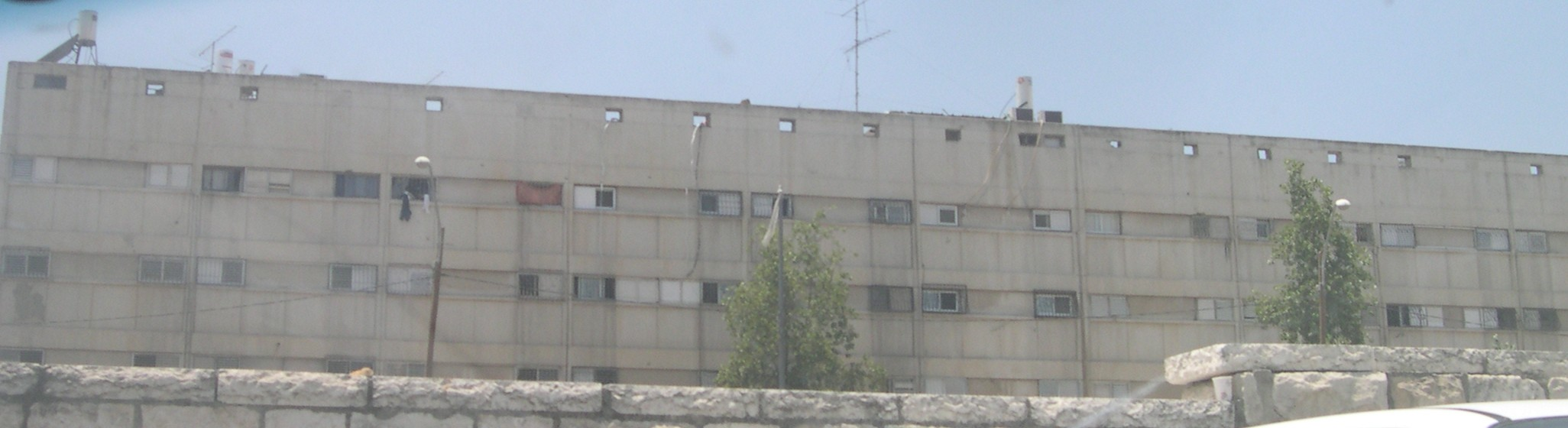
Bloc de locuințe lângă fosta linie de armistițiu,prevăzut la nivelul superior, cu ferăstruici, folosite de trăgători între anii 1949-1967

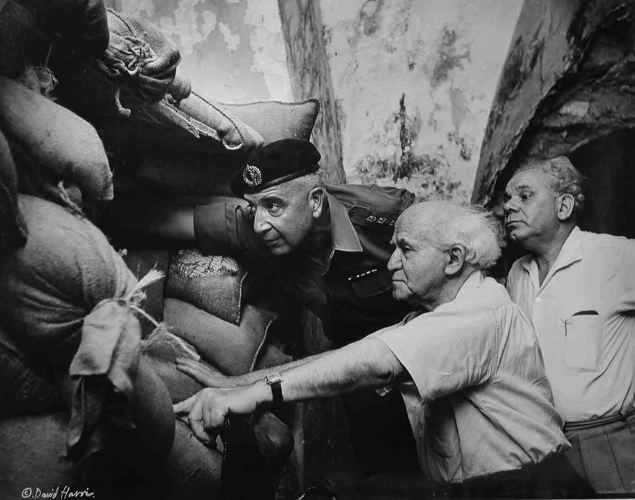
David Ben Gurion, prim-ministrul și ministrul apărării al Israelului la un punct de graniță cu Iordania în cartierul Musrara, însoțit de Yossef Nevo și de primarul Ierusalimului, Mordehay Ish Shalom, în anul 1962

#### Particularități sociale

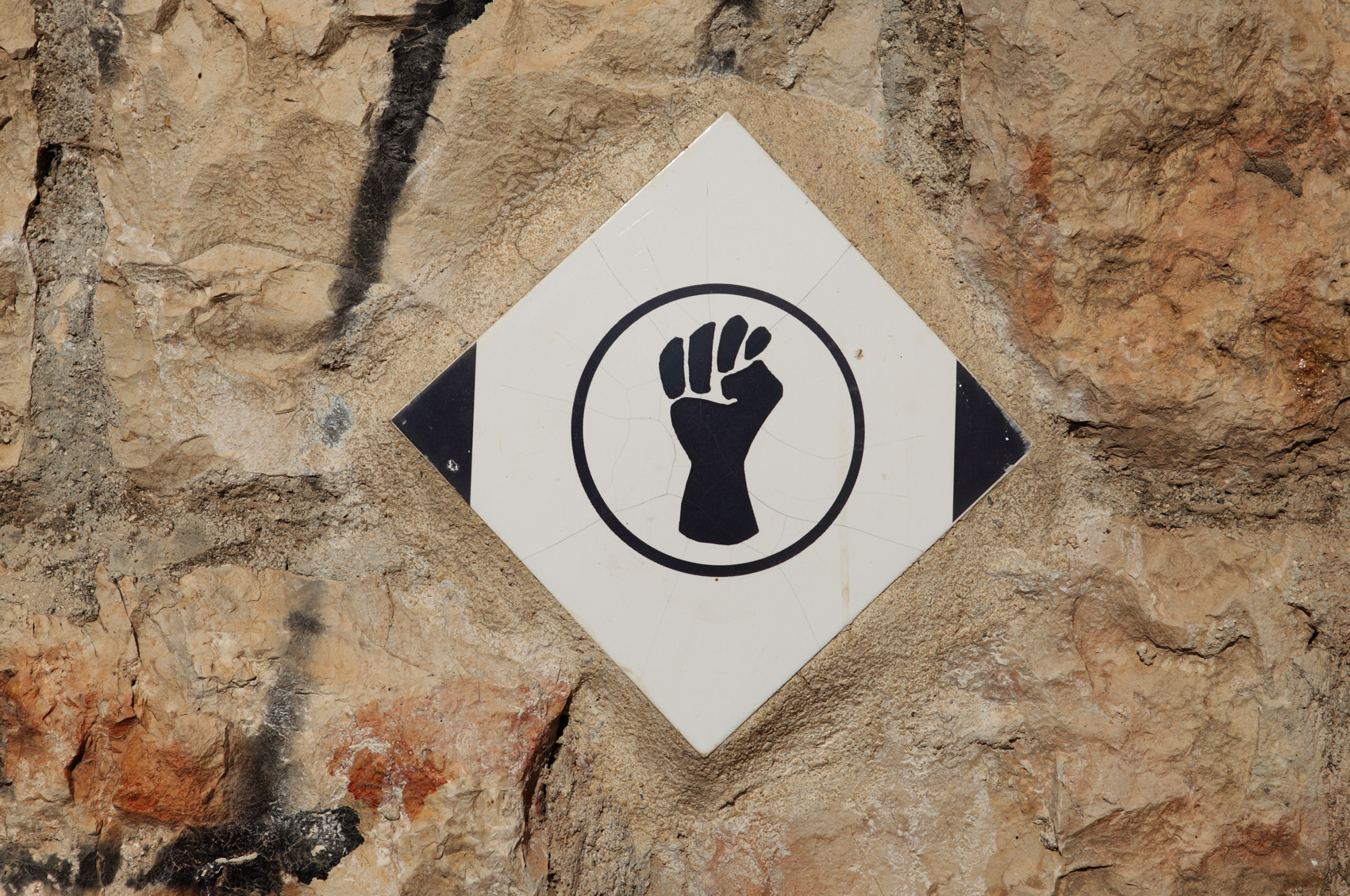
Simbolul Panterelor Negre pe o placă de ceramică în Musrara

În anul 1971 s-a organizat în cartier o mișcare de protest a tinerilor evrei din familiile din cartier, provenite din țările arabe, mai ales din Africa de Nord, care s-au autodenumit „Panterele negre”. Mișcarea a apărut pe fondul sentimentelor de fustrare, a sărăciei și șomajului în rândurile  unei părți a populației evreiești orientale și protesta contra establishmentului dominat de partidele social-democrate și evrei așkenazi. Ulterior mișcarea, care s-a extins într-o anumită măsură și în alte cartiere și localități dezavantajate din Israel, a format o mică formație politică radicală de stânga cu acelaș nume, care a intrat pentru o vreme și în parlament.  
Cartierul se situează la limita dintre cartiere arabe la est și cartiere evreiești la vest, între cartiere evreiești ultraortodoxe la nord și laice la vest.

## Evoluția cartierului.Arhitectura
Musrara este în zilele noastre o mărturie vie a trecutului zonei și a Ierusalimului începând cu sfârșitul secolului al XIX-lea. Fiecare etapă arhitectonică istorică își are relicvele în cartier.
În istoria cartierului se disting  trei etape:
- Etapa I, la finele secolului al XIX-lea -  etapa arabă, în care arabi cu stare au părăsit casele mici și spațiile înguste dinăutrul zidurilor  Orașului Vechi pentru a-și construi vile luxoase și spațioase cu grădini. Aceste case au intrări impozante, lintouri elegante de piatră, acoperișuri de țigle, ca de pildă,  „Casa cu ferestre” de pe strada Ha'Ayin Het.
- Etapa a II-a  a început cu Războiul din 1948-1949, în care cartierul a devenit scenă de lupte și a fost abandonat în cea mai mare parte.

A urmat perioada orașului divizat, în care locul, repopulat cu noi imigranți din Africa de nord, a devenit zonă de graniță,  și apoi perioada de după declararea reîntregirii orașului în 1967 și până în anii 1970. timp în care cartierul a purtat stigma sărăciei și delăsării. Este și etapa protestului social, reflectat de mișcarea „Panterelor negre”. În anii 1950-1960 au fost construite în cartier circa 380 clădiri noi, restul de 480 fiind case arabe istorice din perioada precedentă. .
- Etapa a III-a , cea a renovării, a început în anii 1980. Din 1979 cartierul a fost obiectivul unor ajutoare din partea comunității evreilor din Los Angeles[7].Unora dintre case, cum este cea care adăpostește în prezent Școala de muzică, li s-au adăugat un etaj suplimentar, modern, al cărui aspect, dictat probabil de economii în investiții, izbește în comparație cu stilul elegant al arhitecturii etajelor de jos, zidite la finele secolului al XIX-lea.

În această perioadă o parte din cartier a devenit populată de evrei ultraortodocși.

## Focar cultural, politic și administrativ
La sfârșitul secolului al XX-lea și începutul secolului al XXI-lea Musrara a devenit centrul mai multor instituții de cultură și arte:
- Colegiul „Musrara” (sau „Nagar”) de fotografie, media și muzică nouă (în fosta vilă a familiei libaneze Bayarti),

unde se organizează expoziții, festivaluri anuale de artă contemporană - inclusiv Festivalul internațional de arte Musrara Mix

- Școala „Maale” de cinematografie
- Seminarul „Milta” de studii talmudice
- Școala de muzică orientală (în fosta vilă a familiei Giacaman)
- Centrul municipal de arte
- Atelierul ierusalimic de gravură,
- Muzeul liniei de armistițiu (Al Hatefer)
- Muzeul deținuților din organizațiile evreiești de rezistență (Muzeion asirey hamahtarot)
- Muzeul Beit Turdjman
- Centrul de creație al asociației Yad lakashish (de asistență pentru vârstnici)
- Clădirea Ministerului Învățământului al Israelului
- 1993 s-a clădit în apropiere în Piața Safra noul complex al Primăriei Ierusalim
- Casa prieteniei Spania-Israel
- Consulatul Poloniei la Ierusalim

Academia de arte Betzalel se muta in apropierea cartierului, pe „Terenul rușilor” 
În cadrul direcției comunitare a cartierului s-au mai deschis:
- Centru de dansuri Mahol Shalem
- Teatrul Kumkum
- Grupul de arte plastice „Muslala” care acționează la interfața dintre arte și spațiul urban

## Obiective religioase
- Hotelul Notre Dame
- Biserica anglicană Saint Paul

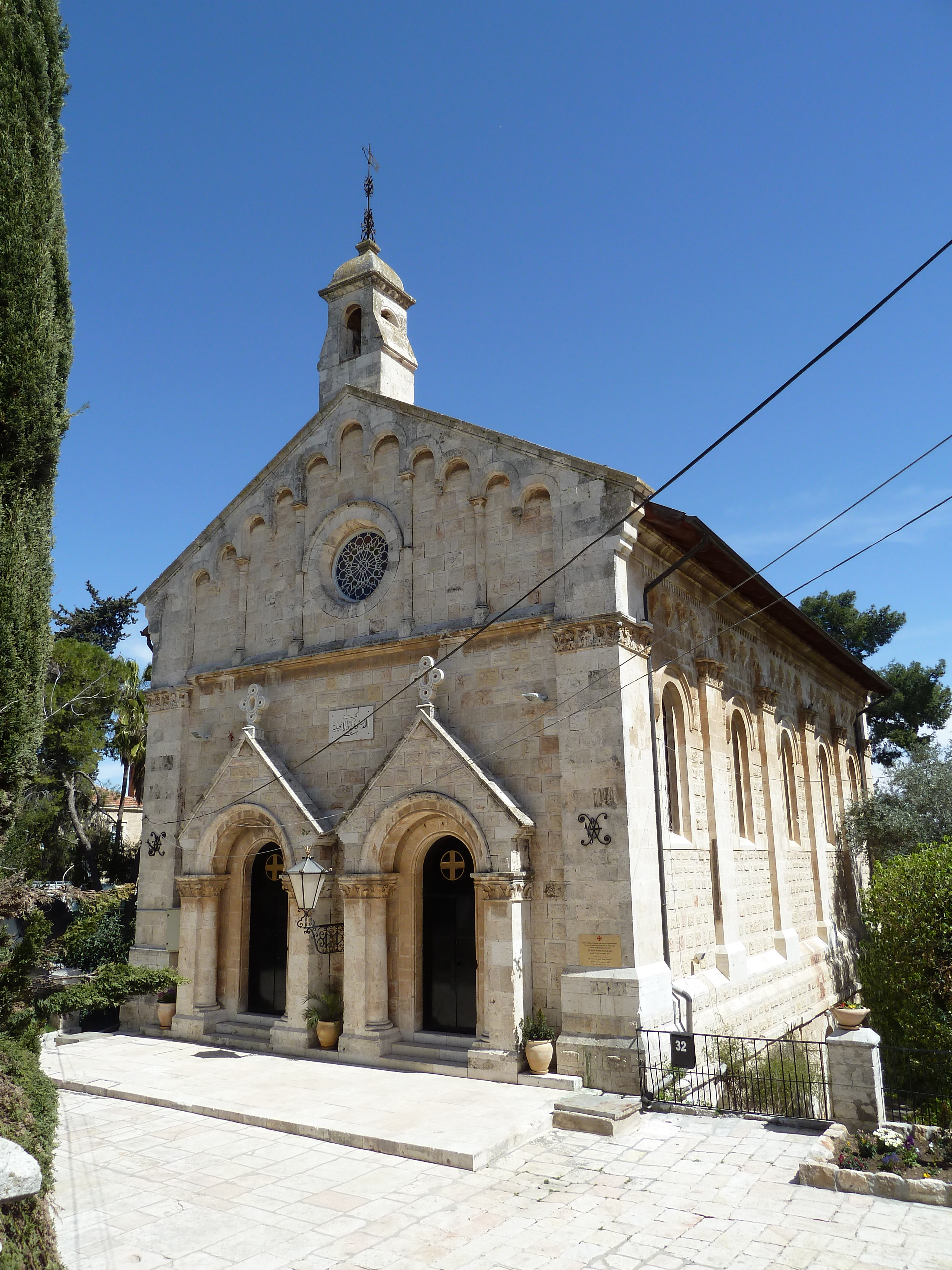
Biserica St.Paul din cartierul Musrara, Ierusalim

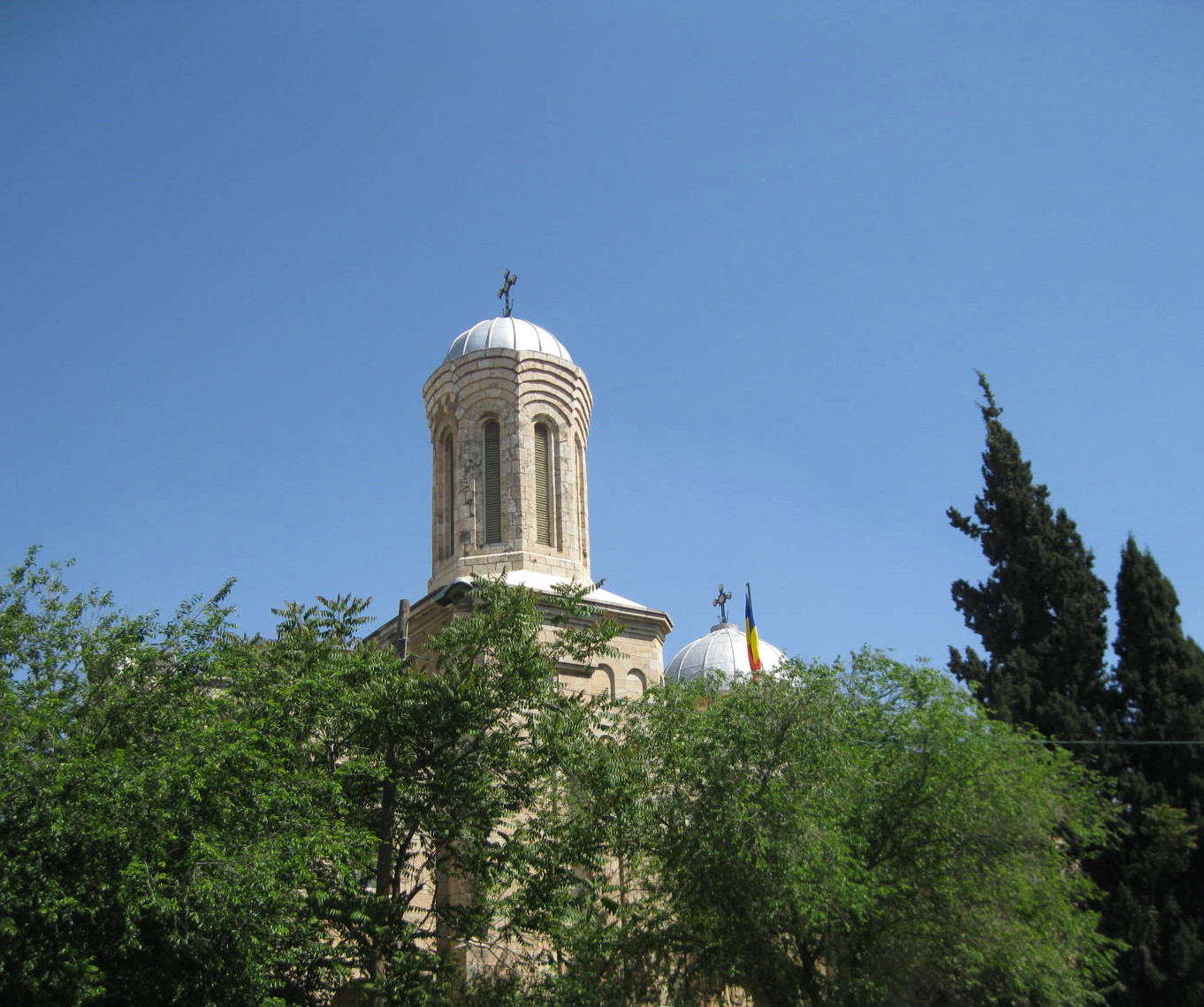
Biserica ortodoxă română din Ierusalim, în strada Shivtey Israel. fostă Saint Paul

- Spitalul (Hospice) francez Saint Louis
- Biserica ortodoxă română din Ierusalim
- Mânăstirea surorilor salesiene, cu o grădiniță pentru copii arabi palestinieni